# الکساندر استین
الکساندر استین (انگلیسی: Alexander Steen؛ زادهٔ ۱ مارس ۱۹۸۴) بازیکن هاکی روی یخ اهل سوئد است.